# Société Nationale des Chemins de fer français
De Société Nationale des Chemins de fer Français (SNCF) is de Franse nationale spoorwegmaatschappij. De SNCF vervoert reizigers en goederen per trein, en reizigers in veel Franse regio's per touringcar of tramtrein. Het is een publieke onderneming van de Franse staat.

## Geschiedenis

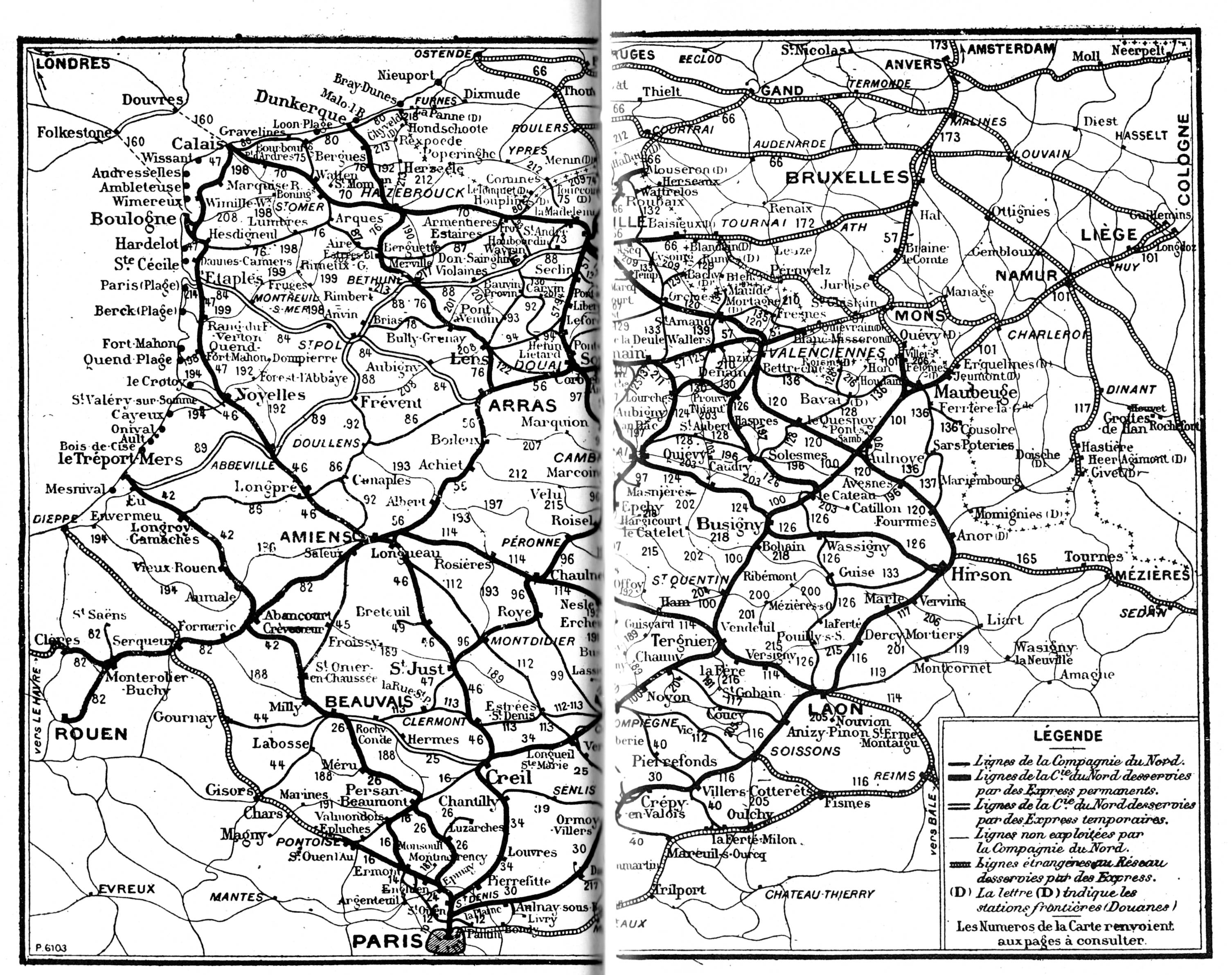
Spoornet van de voormalige "Chemin de Fer du Nord".

De SNCF is opgericht op 31 augustus 1937 werd op 1 januari 1938 actief door de nationalisatie van de 5 grote hoofdspoorwegen. Deze particuliere maatschappijen waren verlieslatend. Dit zijn de:
- Chemins de fer de l'Est: Lijnen in het oosten.
- Administration des chemins de fer de l'État: Lijnen in het westen.
- Compagnie des chemins de fer du Nord: Lijnen in het noorden.
- Compagnie des chemins de fer de Paris à Lyon et à la Méditerranée (PLM): Lijnen in het zuidoosten.
- Chemin de Fer de Paris à Orléans et du Midi (PO Midi): Lijnen in het zuiden en zuidwesten.

De staat had bij de oprichting van de maatschappij een belang van 51%. Door de vele kapitaalinjecties van de staat is de SNCF uiteindelijk volledig staatseigendom geworden. De oude spoorwegmaatschappijen bleven nog lang binnen de SNCF als sectoren bestaan. De spoorboekjes met de dienstregelingen werden per sector verkocht.
De SNCF had in 2007 een jaaromzet van 23,7 miljard euro (inclusief de internationale acquisities). In 2007 heeft ze een kleine winst gemaakt en werd er voor het eerst een dividend van 131 miljoen aan de staat betaald. In 2010 behaalde de SNCF een omzet van € 30,5 miljard en een winst van € 34 miljoen. In 2016 was de omzet verder gestegen tot 32,3 miljard euro met een winst van € 550 miljoen.

## Divisies

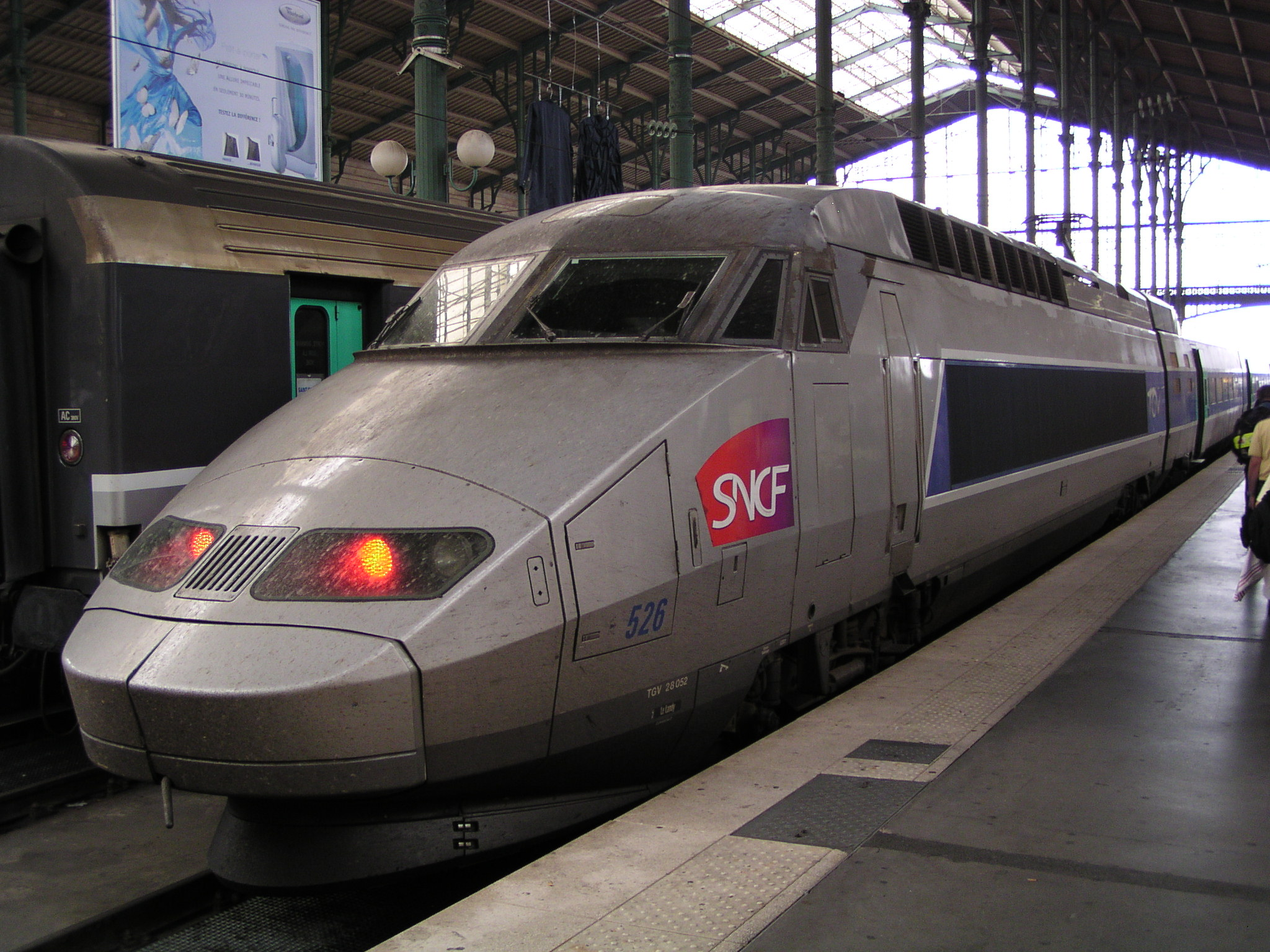
TGV op Parijs Gare du Nord

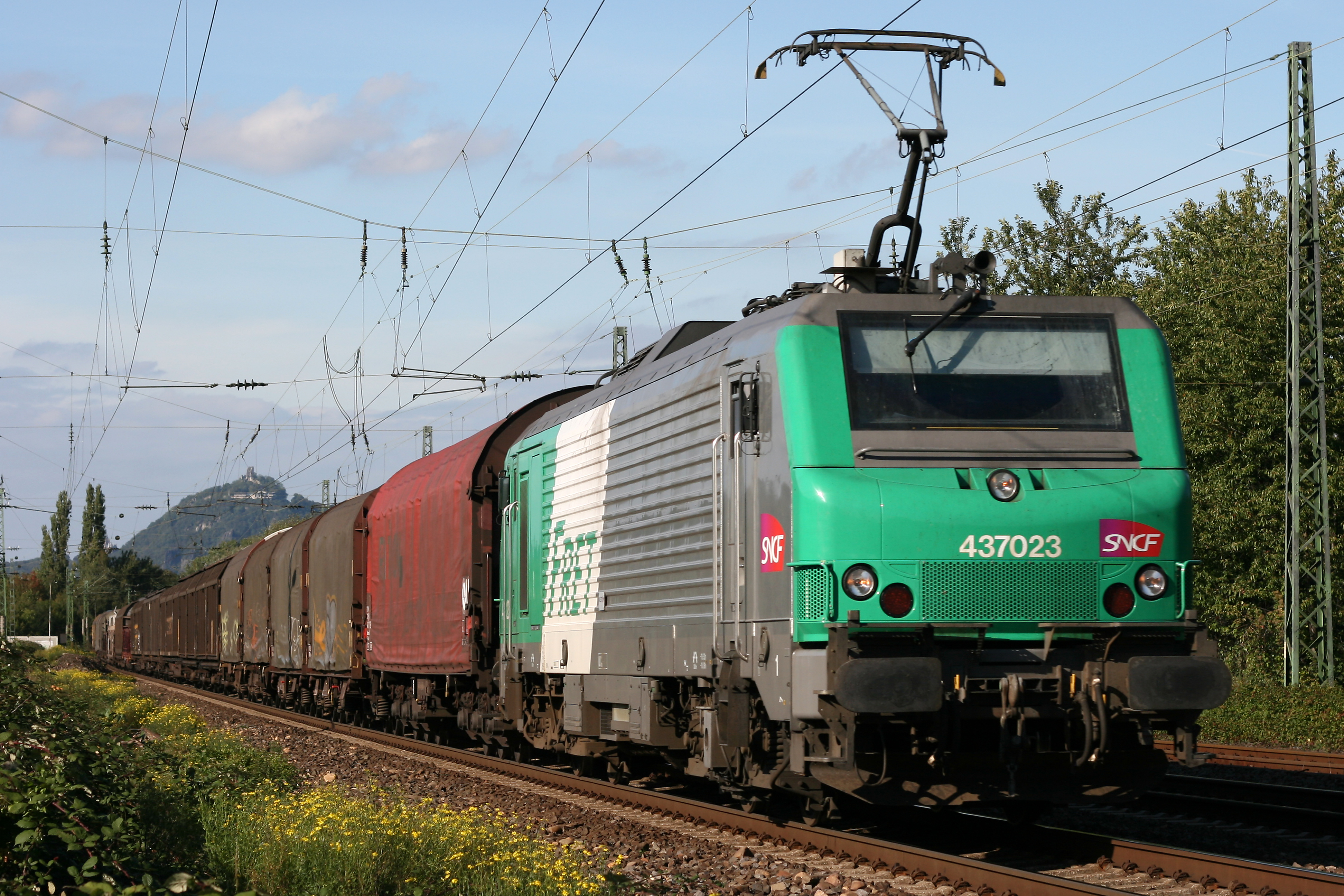
Een goederentrein van SNCF Fret

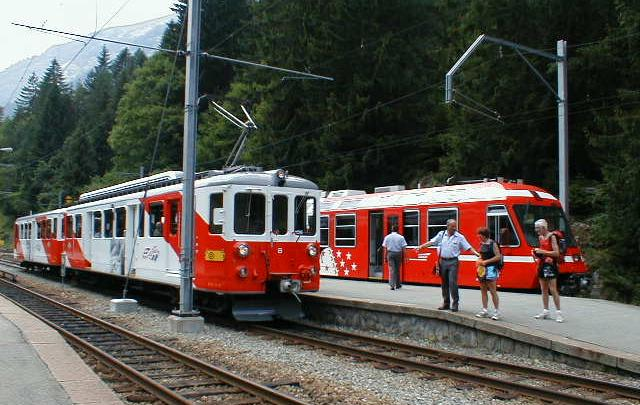
smalspoortraject bij Châtelard-Frontière

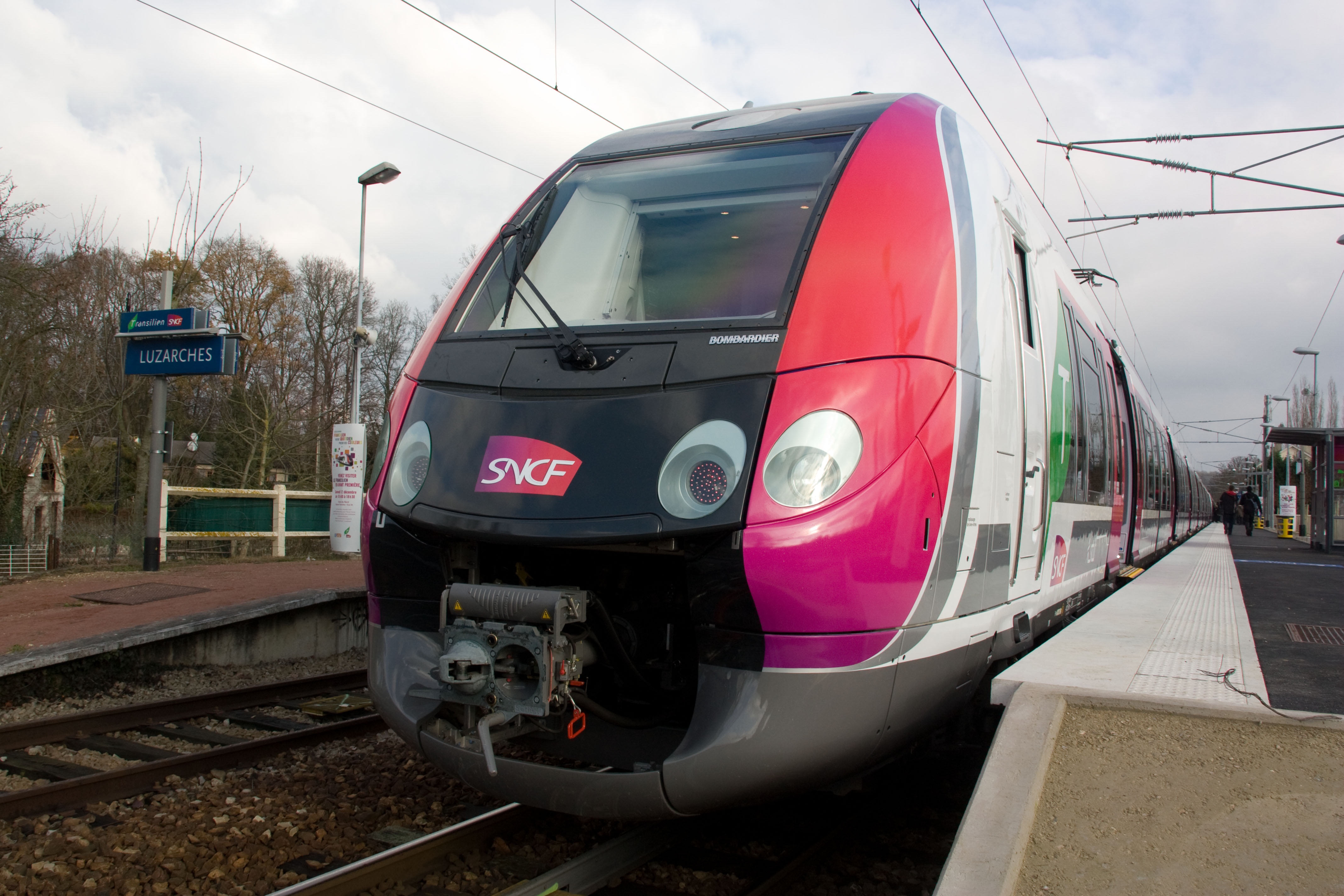
Transilien voorstadstrein op het station van Luzarches, Val-d'Oise

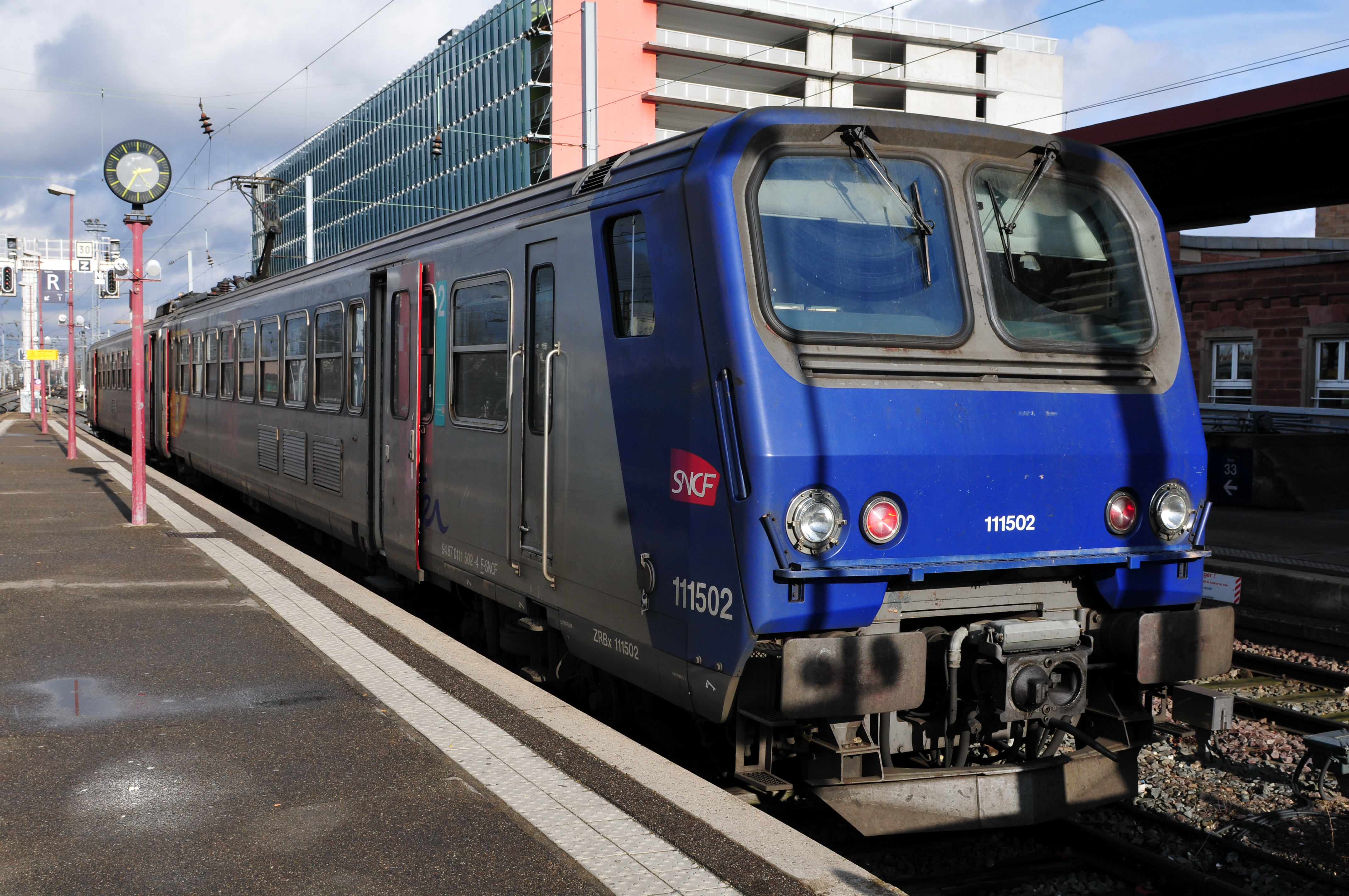
SNCF Z 11500

De exploitatie van treinen gebeurt over verschillende divisies:
- Voyageurs France Europe is verantwoordelijk voor de langeafstandstreinen en de internationale treinen. In deze categorie vallen de klassieke langeafstandstreinen en de Train à Grande Vitesse (TGV), de Franse hogesnelheidstrein. Met de TGV was de SNCF de pionier op het gebied van hogesnelheidstreinen in Europa. De opkomst van de TGV heeft echter een kaalslag veroorzaakt op de klassieke langeafstandstreinen, de zogenaamde Corail-treinen. De SNCF heeft daarom nieuwe concepten ontwikkeld voor deze treinen: Téoz / Lunéa, en daarna Intercités. De jaaromzet voor deze divisie in 2007 was 6,89 miljard euro.
- De divisie Proximités (regio's) onderhandelt en sluit contracten af met de Franse regio's om de regionale treinen te rijden. De subsidie die de centrale overheid vroeger besteedde aan de lokale treinen is overgeheveld naar de betrokken regio. De regio's investeren in treinmaterieel, railinfrastructuur en bepalen de trein- en busdienstregelingen van het door hen aanbestede Transport express régional (TER) ov-netwerk. De regio's mogen zelf beslissen hoeveel zij hieraan willen uitgeven en welk vervoer ze gerealiseerd willen zien. Zij kunnen ook afwijkende regionale tarieven financieren. In tegenstelling tot bijvoorbeeld Duitsland was de regio tot eind 2019[3] verplicht de treindiensten door de SNCF te laten uitvoeren: de SNCF had tot dan een monopolie hierop en bepaalde de voorwaarden en prijs waaronder zij wilden rijden. Voor sommige interregionale verbindingen worden akkoorden tussen de regio's en de SNCF gesloten om Intercités te laten rijden.
- De Transilien afdeling van de regio divisie exploiteert de SNCF voorstadstreinen rond Parijs, waaronder een gedeelte van het Réseau Express Régional (RER)-netwerk. Het andere gedeelte van het RER-netwerk wordt gereden door de Régie Autonome des Transports Parisiens (RATP), het openbaarvervoerbedrijf van de stad.
- De divisie Fret exploiteert het goederenverkeer. Het bedrijf heeft in Frankrijk geen monopoliepositie meer op het gebied van goederenvervoer via het spoor. SNCF Fret (= vracht) is binnen Frankrijk nummer 1 in het goederenvervoer, maar de concurrenten maken vanaf 2007 hun intrede. Het afschaffen van het monopolie op goederenvervoer was een voorwaarde van de Europese Unie, om nog eenmaal Franse staatssteun aan de SNCF voor het goederenvervoer per spoor toe te laten. SNCF Fret is verliesgevend. Er zijn ingrijpende reorganisaties geweest om SNCF Fret efficiënter en klantvriendelijker te maken. Nadat de Europese Unie had besloten dat de nationale spoorwegmaatschappijen hun goederenvervoerdivisies moesten afstoten of moesten privatiseren, om zodoende ook nieuwe vervoerders toegang tot de spoorweginfrastructuur te geven en daarmee concurrerend te kunnen werken, werden nieuwe goederenvervoersbedrijven opgericht. In het kader van de liberalisering van het railgoederenvervoer in Europa, die de mogelijkheid bood om ook buiten de landsgrenzen te werken, besloot SNCF Fret enige jaren geleden[(sinds) wanneer?] om ook buiten de Franse grenzen te gaan opereren. In eerste instantie betreft dit Italië, België, Luxemburg en Nederland, later ook het Verenigd Koninkrijk. In de praktijk moet het erop neerkomen dat SNCF Fret verantwoordelijk is voor de tractie op het volledige traject. Dit betekent dat Franse locomotieven doorrijden tot in Nederland. Hoewel het bedrijf een licentie heeft om in Nederland te mogen rijden, heeft nog géén enkele trein daadwerkelijk zonder locwissel doorgereden naar Nederland. Dit heeft te maken met het feit dat Franse locomotieven niet worden toegelaten op het Nederlandse spoorwegnet, omdat de noodzakelijke beveiliging (ATB) ontbreekt. Het bedrijf rijdt al wel treinen naar Luxemburg, België en Italië.
- De divisie Infrastructure & Ingénierie onderhoudt en beheert de spoorinfrastructuur ten behoeve van de Réseau ferré de France (RFF). In 2007 had deze divisie een jaaromzet van 4,532 miljard euro.

Naast de genoemde divisies zijn er nog een aantal afdelingen en dochterondernemingen die onder andere enkele smalspoorlijnen exploiteren. Ook neemt de SNCF deel in enkele joint ventures, zoals als hoofdaandeelhouder in Eurostar (inbegrepen Thalys).
De SNCF heeft een belang van 44,5% in het vervoersconcern Keolis.

## Reizigersvervoer

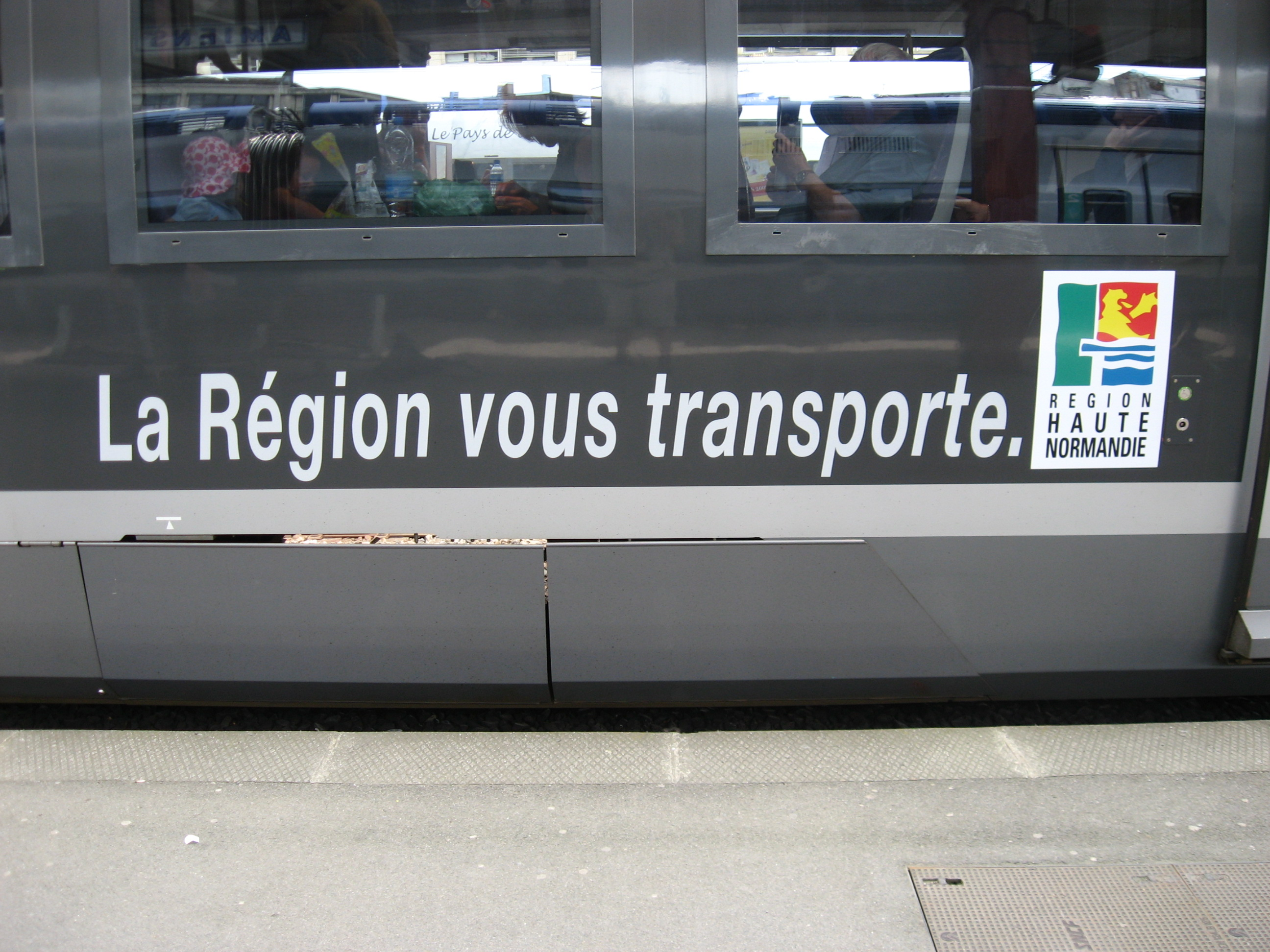
TER logo Haute-Normandie (De regio vervoert je)

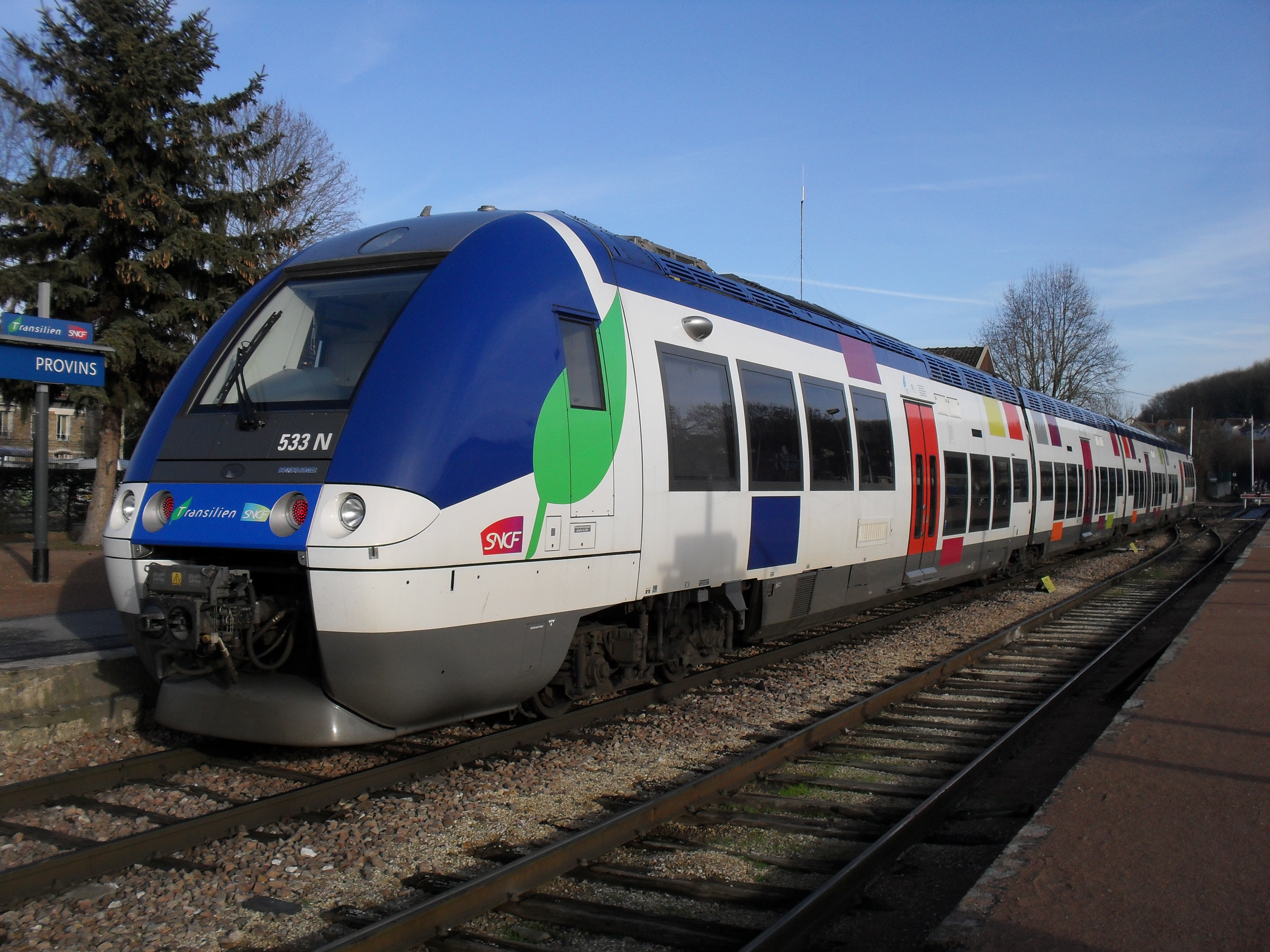
Regionale Transilien-trein op het station van Provins

### Regionaal
Regionale reizen worden per regio geregeld. Deze Transport express régional (TER)-diensten hebben een eigen tariefstructuur die soms goedkoper, maar nooit duurder is dan die van het nationale net. De regio Île-de-France heeft geen TER, maar Transilien. Dit systeem kent een eigen tariefstructuur (bijvoorbeeld: Carte Orange) en eigen voorwaarden. Zo kennen de Transilien-treinen geen eerste klas terwijl de meeste TER-treinen dat wel kennen. Voor regionale treinen is meestal geen reservering verplicht. Door het regionaal regelen van lokale lijnen sluiten regio's niet goed op elkaar aan, hetzelfde geldt voor regionale en nationale treinen.

### Nationaal
Daarnaast zijn er nationale treinen. Er zijn verschillende soorten:
- de klassieke Intercités-treinen die gereden worden in opdracht van en gesubsidieerd door de Franse staat, waren meestal met getrokken Corail-rijtuigen, en met een maximumsnelheid tot 200 km/h. De Corail-rijtuigen worden vervangen door hoogwaardige treinstellen.
- hogesnelheidstreinen, met een maximumsnelheid tot 320 km/h, die de SNCF op eigen risico rijdt (open access) en die bestaan in twee verschillende, gescheiden merken: TGV inOui (met eerste en tweede klas) en Ouigo (Grande Vitesse), de lagekostentreinen.
- Ouigo Train Classique, klassieke treinen die de SNCF voor eigen risico rijdt (open access)

Er wordt een onderscheid gemaakt tussen treinen met verplichte reservering (TGV inOui, Ouigo, bepaalde Intercités) en de treinen die zonder reservering toegankelijk zijn (overige Intercités).

### Internationaal
De TGV inOui rijdt vanuit Frankrijk naar de meeste buurlanden (België, Luxemburg, Duitsland, Italië, Spanje). Voor hogesnelheidstreinen naar enkele buurlanden heeft de SNCF daarnaast dochtermaatschappijen zoals Eurostar (Verenigd Koninkrijk, België - Nederland / Duitsland) en TGV Lyria.
Voor een reis waarvan een deel in het buitenland is zijn er internationale treinen. Veel van de internationale treinen, zoals de TGV inOui en de Eurostar gebruiken globale prijzen met een eigen tariefstructuur en regels over kortingskaarten. Er zijn ook internationale treinen en grensovergangen waar de “klassieke” internationale vervoersbewijzen gebruikt worden. Bazel en Genève zijn steden die, hoewel ze in het buitenland zijn gelegen, bereikbaar met het Frans binnenlands tarief, daar het tariefgrenspunt bij de hoofdstations in beide steden ligt. Worden die steden echter bereikt met internationale TGV's, dan is het specifieke internationale tarief van toepassing.

## Reizigersbeleid
Terwijl de TGV-diensten en de hogesnelheidslijnen zich ontwikkelden, was er een sterke achteruitgang in de regionale treindiensten. Naast de toename van het autogebruik in de kleine steden en het platteland werden de al weinig frequente treindiensten verder uitgedund. De SNCF keek enkel naar het aantal reizigers per treinrit en per halte. Indien die onder de norm kwamen, werd of de halte geschrapt voor die trein of wordt de trein afgeschaft of ingekort. Hierdoor waren er nog minder reizigers voor de treindienst, waardoor nog meer treinen werden afgeschaft. Op sommige lijnen reden er alleen nog treinen in de drukke vrijdagspits en alleen in de spitsrichting. Alle andere dagen reden bussen. Naar de werkelijke kosten van de trein werd er niet gekeken, alleen naar de forfaitaire kosten volgens de boekhouders. Het vervoer was hoofdzakelijk woon-werkverkeer met sterke spitsen en scholierenvervoer. In het weekend waren er bijna geen reizigers op de lokale lijnen.
Er is een kentering gekomen, met de regionalisatie van de regionale treinen. De subsidie die tot dan toe door de centrale overheid werd betaald, wordt via de Franse regio's beheerd. De regio's mogen hiermee ook busdiensten subsidiëren in plaats van treinen. Vrij snel ontwikkelden de regio's ambitieuzer ov-plannen en wordt er kritisch onderhandeld met de SNCF. In vrijwel alle regio's is het aantal treinkilometers flink gestegen. Hierdoor is ook het aantal reizigers stijgende en is men uit de neerwaartse spiraal gekomen. Er wordt overal nieuw treinmaterieel besteld. Er rijden regionale TER-diensten met 200 km/uur en er wordt geïnnoveerd. Zo rijden er "BiBi" (Bimode Bicourant) treinstellen. Dit zijn elektrische treinstellen die zowel op gelijkspanning als op wisselspanning kunnen rijden (Bicourant) en ook over een dieselmotor beschikken om op trajecten te rijden zonder bovenleiding (Bimode). Er wordt overgeschakeld van elektrische tractie naar dieseltractie of vice versa, zonder te stoppen. Tevens zijn er diverse tram-trein en trein-tram experimenten aan de gang. De SNCF wil hier een rol spelen.
Volgens de SNCF-visie moet het langeafstandsvervoer zo veel mogelijk geconcentreerd worden op enkele rechtstreekse treinen voor bijna elke verbinding. In Duitsland en andere landen heeft men een andere benadering: In de basis frequente klokvaste verbindingen, die door middel van vlotte aansluitingen, meer snelle en frequente reismogelijkheden geven. In Frankrijk zijn er voor de meeste minder drukke langeafstandsverbindingen, meestal maar 2 of 3 treinen per dag. Er kan echter eenmaal per dag rechtstreeks van Metz en Rouen met de TGV naar Marseille worden gereisd. Er zijn vaak aanbiedingen op de rechtstreekse verbindingen. Het netwerk is niet gericht op overstappen, TGV op TGV aansluitingen zijn vrijwel onbestaand en berusten vaak op toeval. Op de drukke hogesnelheidsverbindingen worden vrijwel klokvaste uurdiensten ingevoerd in navolging van het buitenland.

### Reizigersfaciliteiten
- De klassieke restauratie in de langeafstandstrein met restauratiewagens is verdwenen. In de TGV's is er het barrijtuig dat kleine hapjes verkoopt en voor sommige diensten zoals de Eurostar is er een lichte maaltijd, vliegtuigstijl, inbegrepen in de eersteklasprijs. Voor andere langeafstandstreinen rijden er minibars langs. Al deze restaurantdiensten worden door de SNCF uitbesteed.
- De bagagekluizen in de stations zijn dicht in verband met de terreurdreiging. Frankrijk heeft regelmatig te maken gehad met aanslagen. De overblijvende bagagekluizen worden gehuisd in bunkers, waarbij iedereen door een scanner moet gaan.
- Ook in verband met veiligheidsregelingen moet bagage voorzien zijn van een etiket.
- Er is een totaal rookverbod in alle stations en treinen. Er zijn geen rookzuilen of rookzones.
- De kaartenverkoop bij de automaten wordt aangemoedigd. De wachtrijen voor het loket zijn bij de meeste grote stations rond een halfuur, maar er is geen lokettoeslag. De automaten kunnen zonder problemen met reserveringen omgaan. Deze automaten kunnen een al uitgegeven vervoersbewijs lezen via de magneetstrip. Het omwisselen van reserveringen is hierdoor geen probleem.
- Er worden veel kaarten via het internet verkocht. Deze kunnen met een code bij de automaat of aan het loket, zonder bijkomende kosten, opgehaald worden. Voor "ticketless travel" worden diverse proeven uitgevoerd.
- De Franse spoorboeken worden al jaren niet meer verkocht. Je had tot voor kort[(sinds) wanneer?] TGV-gidsen met dienstregelingen en de TER-gidsen per regio. De TGV-gidsen zijn verdwenen en beperkt vervangen door kleine folders per verbinding. Veel regio's vinden de TER-gidsen te duur en beperken zich tot lokale folders. Dit geeft de SNCF de mogelijkheid om een dienstregeling snel aan te passen en de mogelijkheid de reizigers op internet via een bepaalde route te sturen. Er zijn spoorboeken te koop voor het voorstadsnet rond Parijs, maar men heeft liefst 5 spoorboeken nodig om een compleet overzicht te hebben van het Parijse voorstadsnet.

## Reizigersproducten
Voor het reizigersverkeer heeft de SNCF diverse commerciële producten met eigen tariefstructuren, voorwaarden en diensten. De meeste producten hebben een eigen website. Op alle hogesnelheidstreinen is reservering verplicht, ook wanneer de treinen niet op de hogesnelheidslijnen rijden.

### Hogesnelheidstreinen
- TGV binnenland: Geïntegreerd in het nationaal spoorwegtarief. Afhankelijk van de individuele trein wordt een piek- of daluurtarief toegepast, onafhankelijk van de algemene piek- en daluren reistijden.

Op de binnenlandse trajecten van internationale treinen wordt dit tarief toegepast. Vaak worden TGV-treinstellen gekoppeld aan internationale TGV's, voor het Franse traject.
- TGV Brussel Frankrijk: Eigen tariefstructuur en voorwaarden die alleen gelden voor de internationale trajecten. Als er in Frankrijk op een andere TGV overgestapt wordt, geldt vanaf dan het Frans binnenlands tarief.
- TGV Lyria: Zijn TGV's die tussen Parijs en Zwitserland rijden, zowel via de LGV Est als de LGV Sud-Est. De andere TGV's die naar Genève rijden maken geen deel uit van het Lyria-netwerk, maar zijn binnenlandse TGV's.[4] TGV Lyria heeft een eigen tariefstructuur en voorwaarden die alleen gelden voor de internationale trajecten. Lyria is een samenwerkingsverband met de Zwitserse Spoorwegen.
- TGV Artesia: De TGV van Parijs naar Turijn en Milaan in Italië. TGV Artesia heeft een eigen tariefstructuur en voorwaarden die alleen gelden voor de internationale trajecten.
- ICE en TGV van en naar Duitsland: Op de LGV EST rijden zowel ICE's naar Frankfurt, als TGV's naar München. Het is niet gelukt om een eigen specifiek internationale tariefstructuur op te zetten naar het voorbeeld van Eurostar Red of Lyria-treinen. Vanuit zowel Duitsland als Frankrijk worden eigen internationale tarief aanbiedingen gedaan die zonder onderscheid geldig zijn in zowel de TGV als in de ICE.

Alleen via internet te boeken:
- OUIGO: Deze TGV's zijn alleen toegankelijk voor reizigers die hun reis via internet boeken en werkt volgens het low-cost luchtvaartmodel. Toeslagen worden gevraagd voor onder andere stopcontacten, extra bagage (1 bagagestuk mag gratis mee). Er wordt uitsluitend met een aangepaste TGV duplex gereden die, door het barrijtuig te verwijderen en minder luxueuze stoelen te installeren, plaats bieden aan 634 reizigers. Vaak worden 2 treinstellen aan elkaar gekoppeld die samen dus aan 1268 reizigers plaats bieden. Rijdt, zoals de TGV, met een maximumsnelheid van 320 km/h en bijna uitsluitend op hogesnelheidslijnen.
- iDTGV [Opgeheven op 10 december 2017]: Deze TGV's (treinstellen) waren alleen toegankelijk voor reizigers die hun reis via internet boeken. Werd in principe alleen ingezet in de daluren wanneer er genoeg capaciteit was. Vaak werd zo een iDTGV-treinstel gekoppeld aan een gewone TGV. Was alleen beschikbaar voor een beperkt aantal verbindingen en was goedkoop. Men drukte zijn eigen treinkaart af. Er waren 2 soorten plaatsen:

- iDzen: Rustige plaatsen waar men kon uitrusten.
- iDzap: Plaatsen met animatie, een bar, muziek en spelletjes.
Bijzondere diensten:
- TGVAIR: De vliegtuigreizigers van Air France, kunnen in aansluiting van hun vlucht van/naar Paris Charles de Gaulle, een aansluitende TGV boeken van/naar diverse bestemmingen in Frankrijk. De vliegtuigtickets worden bij de speciale tgvair-balies, in de treinstations, omgewisseld in treintickets.
- Nacht TGV's: Bij grote seizoensdrukte, worden rond het weekend voor de lange afstanden een paar TGV's ingezet, die in de nacht rijden. Hogesnelheidslijnen worden maar in beperkte mate gebruikt, daar deze 's nachts gesloten zijn voor onderhoud.

In samenwerking met andere spoorwegmaatschappijen:
- Eurostar Red, voorheen Thalys: Eigen tariefsysteem met globale prijzen. Geen enkele tariefintegratie met andere treintariefsystemen. Kent geen binnenlands vervoer in Frankrijk.
- Eurostar: Eigen tariefsysteem met globale prijzen. Wel toegankelijk voor het apart geïntegreerde tariefsysteem voor de verbinding Brussel Rijsel via de hogesnelheidslijn, samen met de Brussel Frankrijk TGV's.

#### Materieel voor de hogesnelheidstreinen
Vanaf 2014 daalde de totale reizigerscapaciteit van de TGV's van de SNCF (inclusief submerken zoals Ouigo en TGV Lyria). Tussen 2013 tot 2023 ging het om een daling met 14%, van 220 000 zitjes (520 treinstellen) op het hoogtepunt in 2013 naar minder dan 190 000. De redenen daarvoor zijn het afvoeren van de oudere TGV Sud-Est, het vroegtijdig afvoeren van het merendeel van de TGV Atlantique op de relatief jonge leeftijd vanaf 28 jaar, en het verhuizen van 14 treinstellen naar Spanje bij het aangaan van de concurrentie aldaar.
Vanaf 2019 gooide de nieuwe directie van de SNCF het roer drastisch om door met de renovatieprogramma's RITA en Botox de overblijvende TGV's langer in dienst te houden.

### Langeafstandstreinen
- Intercités: Sinds 2 januari 2012 is Intercités de merknaam voor alle klassieke langeafstandstreinen van de SNCF, inclusief de nachttreinen. Intercités heeft de merknamen Téoz en Lunéa vervangen. Bij de start werden over geheel Frankrijk, met uitzondering van het zuidoosten, verbindingen aangeboden. Er bestond een aanvullend netwerk van nachttreinen met name vanuit Parijs, Straatsburg, Bordeaux en Luxemburg naar de uiteinden van het land.

#### Voormalige langeafstandstreinen
- Elipsos: In samenwerking met de Spaanse spoorwegen (RENFE) werd tot eind 2022 een hogesnelheidstreindienst van en naar Spanje geëxploiteerd. Tot voor de coronacrisis was de situatie zo dat de SNCF twee TGV treindiensten reed tussen Parijs en Barcelona. De andere treindiensten van Marseille, Toulouse en Lyon naar Barcelona werden door de RENFE gereden met Spaanse AVE treinstellen. (zie Hogesnelheidslijn tussen Spanje en Frankrijk)
- iDNIGHT [Opgeheven op 26 juni 2011]: Een product van iDTGV gericht op jongeren. In tegenstelling tot de iDTGV's (dagtreinen), werd deze nachtdienst niet gereden door een hogesnelheidstrein maar door een Corail rijtuig. De 2 soorten formules waren: iDzinc (feesten), iDlounge (rust en relax). Enkele beschikbare services waren een relax ruimte, catering, DVD verhuur, gameconsoles, magazines, boeken, een bar etc.. Prijzen startten vanaf €15.

### Regionaal

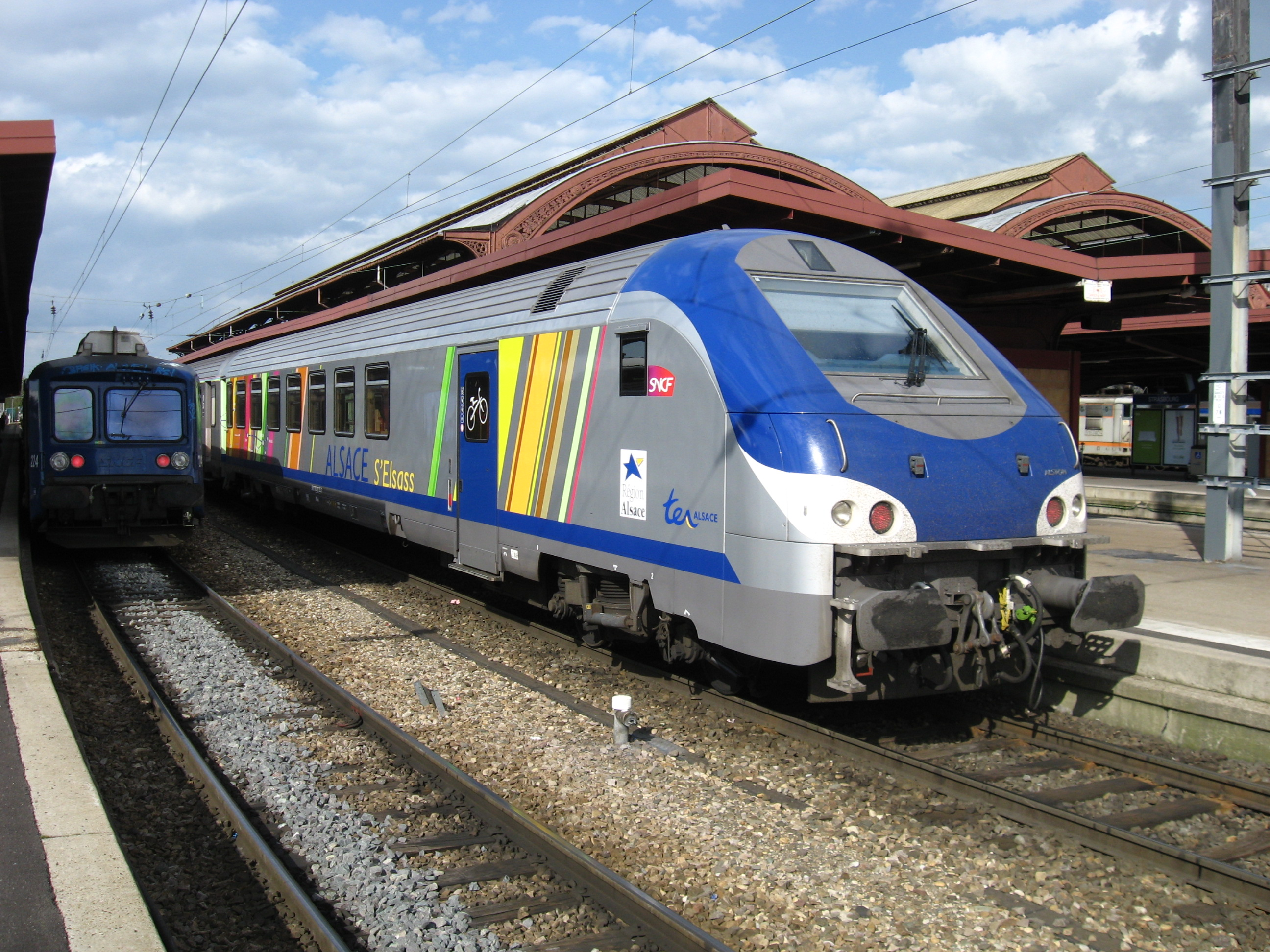
TER 200 in de Elzas die met 200 km/uur rijdt

- TER-treinen zijn lokale treinen die door de regio gesubsidieerd worden. Sommige TER rijden over de grenzen van de regio's in samenwerking met de buurtregio's. Zo rijden sommige TER-treinen als sneltrein door tot Parijs. Enkele aparte vormen zijn:
  - TER GV: TGV-treinen tegen TER-tarief. In de Nord-Pas-de-Calais kunnen reizigers,in bepaalde treinen tegen een toeslag boven op het normale tarief een gewone TGV-trein nemen. Om aan de vervoersvraag te voldoen worden op enkele trajecten speciale ritten ingelegd, uitsluitend tegen het speciale TER-tarief. TER GV valt onder TER Nord-Pas-de-Calais.
  - TER 200: TER-sneltreinen die een maximumsnelheid van 200 km/uur hebben. Ze rijden in de Elzas regio, de exploitatie wordt verzorgd door TER Alsace
  - Interloire: TER-sneltreinen Orléans - Nantes, met een maximumsnelheid van 200 km/uur. Exploitatie door TER Centre en TER Pays de la Loire
- In Parijs wordt op het grote voorstadsnet, door de SNCF afdeling Transilien de voorstadstreinen gereden. Naast de SNCF spoorlijnen zijn er ook RATP RER lijnen. Voor al het spoorvervoer in de regio rond Parijs (Île-de-France) is er een gezamenlijk geïntegreerd tarief (bekend als "Passe Navigo"). Bij bepaalde RER-lijnen rijden de treinen zowel op SNCF-sporen als op RATP-sporen. Tramlijn 4 is een voormalige spoorlijn waarop de exploitatie wordt gedaan met Tram-Trains.

### Overige reizigersproducten
- Ouibus: internationale busreizen (tot 2019)
- SeaFrance, veerdiensten tussen Calais en Dover (tot 2012)

## Relaties met de infrabeheerder
De spoorinfra is afgesplitst naar een nieuw opgerichte infrabeheerder: Réseau Ferré de France (RFF). Sommige gebouwen en installaties blijven echter van SNCF. Het beheer van het spoor en de seinen, wordt door de SNCF uitgevoerd in opdracht van de RFF.